# Aeroportul Internațional Abakan
Aeroportul Internațional Abakan (IATA: ABA, ICAO: UNAA) este un aeroport din Abakan, Hacasia, Rusia ce deservește zona Abakan. Aeroportul a fost tranzitat în 2021 de 253.108 pasageri. A fost deschis în 1938 și numit după zona deservită.
Situat la o altitudine de 253 m, aeroportul dispune de 1 pistă.

## Infrastructură

### Piste
Aeroportul dispune de o singură pistă. Pista 20L/02R are suprafața de asfalt și dimensiunile 2.500 m × 45 m. 